# Polystichum dangii
Polystichum dangii är en träjonväxtart som beskrevs av P. S. Wang. Polystichum dangii ingår i släktet Polystichum och familjen Dryopteridaceae. Inga underarter finns listade.